# Forte dei Marmi
Forte dei Marmi is een gemeente in de Italiaanse provincie Lucca (regio Toscane) en telt 8280 inwoners (31-12-2004). De oppervlakte bedraagt 9,0 km², de bevolkingsdichtheid is 920 inwoners per km².
De volgende frazioni maken deel uit van de gemeente: Caranna, Vittoria Apuana,Vaiana.

## Demografie
Forte dei Marmi telt ongeveer 3660 huishoudens. Het aantal inwoners daalde in de periode 1991-2001 met 11,2% volgens cijfers uit de tienjaarlijkse volkstellingen van ISTAT.
| Jaar | Inwoneraantal |
| ---- | ------------- |
| 1991 | 9514          |
| 2001 | 8444          |
| 2011 | 7705          |

## Geografie
De gemeente ligt op ongeveer 2 m boven zeeniveau.
Forte dei Marmi grenst aan de volgende gemeenten: Montignoso (MS), Pietrasanta, Seravezza.

## Partnersteden
- Etterbeek (België)

## Geboren
- Renato Salvatori (1933), acteur
- Paola Ruffo di Calabria (1937), zesde Koningin der Belgen.